# Turnera gouveiana
Turnera gouveiana är en passionsblomsväxtart som beskrevs av Arbo. Turnera gouveiana ingår i släktet Turnera och familjen passionsblomsväxter. Inga underarter finns listade i Catalogue of Life.